# Likbez
 (novembre 2023).
Si vous disposez d'ouvrages ou d'articles de référence ou si vous connaissez des sites web de qualité traitant du thème abordé ici, merci de compléter l'article en donnant les références utiles à sa vérifiabilité et en les liant à la section « Notes et références ».
Likbez (en russe : ликбе́з) est un acronyme russe formé à partir de likvidatsiia bezgramotnosti (ликвида́ция безгра́мотности), qui désigne une campagne pour l'éradication de l'analphabétisme en Union soviétique, dans les années 1920 et 1930. Le terme était également utilisé pour différentes écoles et cours mis en place durant la campagne.
La campagne débuta le 26 décembre 1919, date de la signature par Vladimir Lénine du décret du gouvernement soviétique « Sur l'éradication de l'analphabétisme dans la population de la RSFSR » ("О ликвидации безграмотности среди населения РСФСР"). D'après ce décret, toutes les personnes de 8 à 50 ans avaient l'obligation de savoir lire et écrire dans leur langue maternelle.
Quarante mille points de liquidation de l'analphabétisme (ликпункты) furent créés pour être des centres d'enseignement et mener à bien l'alphabétisation.
La campagne fut en général un succès. En 1917, seulement 40 pour cent des adultes de Russie étaient alphabétisés. En 1926, le pourcentage de personnes sachant lire et écrire était monté à 60,9 pour cent et selon le recensement de 1939, il atteignait 89,7 pour cent (de 9 à 49 ans en RSFSR). Depuis les années 1950, l'Union soviétique est devenue un pays alphabétisé à près de 100 pour cent.

## Remise en question ultérieure
Selon les dernières recherches historicos-scientifiques, et depuis que les documents sont déclassifiés on sait que la campagne d’alphabétisation a bel et bien existé, on compte 62,7 % de la population alphabétisé en 1938 et une augmentation après la guerre, jusqu’à stagner à 96% à partir de 1973.
On retrouve des chiffres similaires concernant l’avant guerre chez Jules Monnerot .
A titre de comparaison, la barre des 90% avait été franchie en France dès la fin du 19e siècle.

## Source
- (en) Cet article est partiellement ou en totalité issu de l’article de Wikipédia en anglais intitulé « Likbez » (voir la liste des auteurs).